# Misdemeanor (juridik)
Misdemeanor (engelska (egentligen dåligt uppförande) avser i England en juridisk term, under vilken man sammanfattar sådana lagöverträdelser som mened, misshandel, smädeskriveri, hädelse, myteri, försök eller uppmaning till grövre brott, ur självsvåld eller hämndlystnad härflytande förgripelser på annans egendom och så vidare, allt till skillnad från förräderi (treason) och vissa grövre missgärningar (till exempel mord, våldtäkt, mordbrand, inbrott, falskmynteri), vilka betecknas med termen feloni. Skillnaden mellan misdemeanor och feloni – väsentligen härrörande från medeltiden – består främst i de olika rättsprocedurerna vid dessa förbrytelsers bestraffande, i det att en rättegång för misdemeanor väsentligen liknar proceduren i vanliga civilmål. I några nordamerikanska stater (till exempel New York) görs den skillnaden mellan misdemeanor och feloni, att till den senare gruppen räknas brott, för vilka stadgats dödsstraff eller inspärrning i statsfängelse.